# Mario Ageno
Mario Ageno (Livorno, 2 marzo 1915 – Roma, 23 dicembre 1992) è stato un fisico italiano, considerato il fondatore della biofisica italiana.

## Biografia
(Mario Ageno)

### I primi anni
Mario Ageno nacque il 2 marzo del 1915 a Livorno, da una famiglia genovese.
Studiò Fisica per due anni all'Università degli Studi di Genova. Lì uno dei suoi docenti, notato il suo talento come scienziato, gli suggerì di recarsi a Roma. Il giovane  Ageno nel 1934 approdò all'Istituto di Fisica (Regio istituto di fisica dell'Università di Roma), diretto da Orso Mario Corbino. Lo stesso anno iniziò la sua collaborazione con il gruppo di giovani fisici italiani ("ragazzi di via Panisperna"), guidato da  Enrico Fermi, su argomenti concernenti la fisica nucleare.
Nel 1936, a soli 21 anni, si laureò con lode in Fisica, discutendo una tesi sui neutroni lenti. Il relatore fu Enrico Fermi, il quale nel settembre dello stesso anno lo chiamò ad occupare un posto da assistente.
In questo periodo Mario Ageno fu collaboratore di Edoardo Amaldi, focalizzando la sua attenzione sulla fisica nucleare e dei raggi cosmici.
Lo scoppio della seconda guerra mondiale comportò il suo arruolamento per combattere in Libia, nella regione della Cirenaica, con il grado di Sottotenente di artiglieria. Tuttavia si ammalò non molto tempo dopo ed iniziò per lui un periodo d'invalidità, passato tra cliniche e ospedali.

### L'Istituto Superiore di Sanità

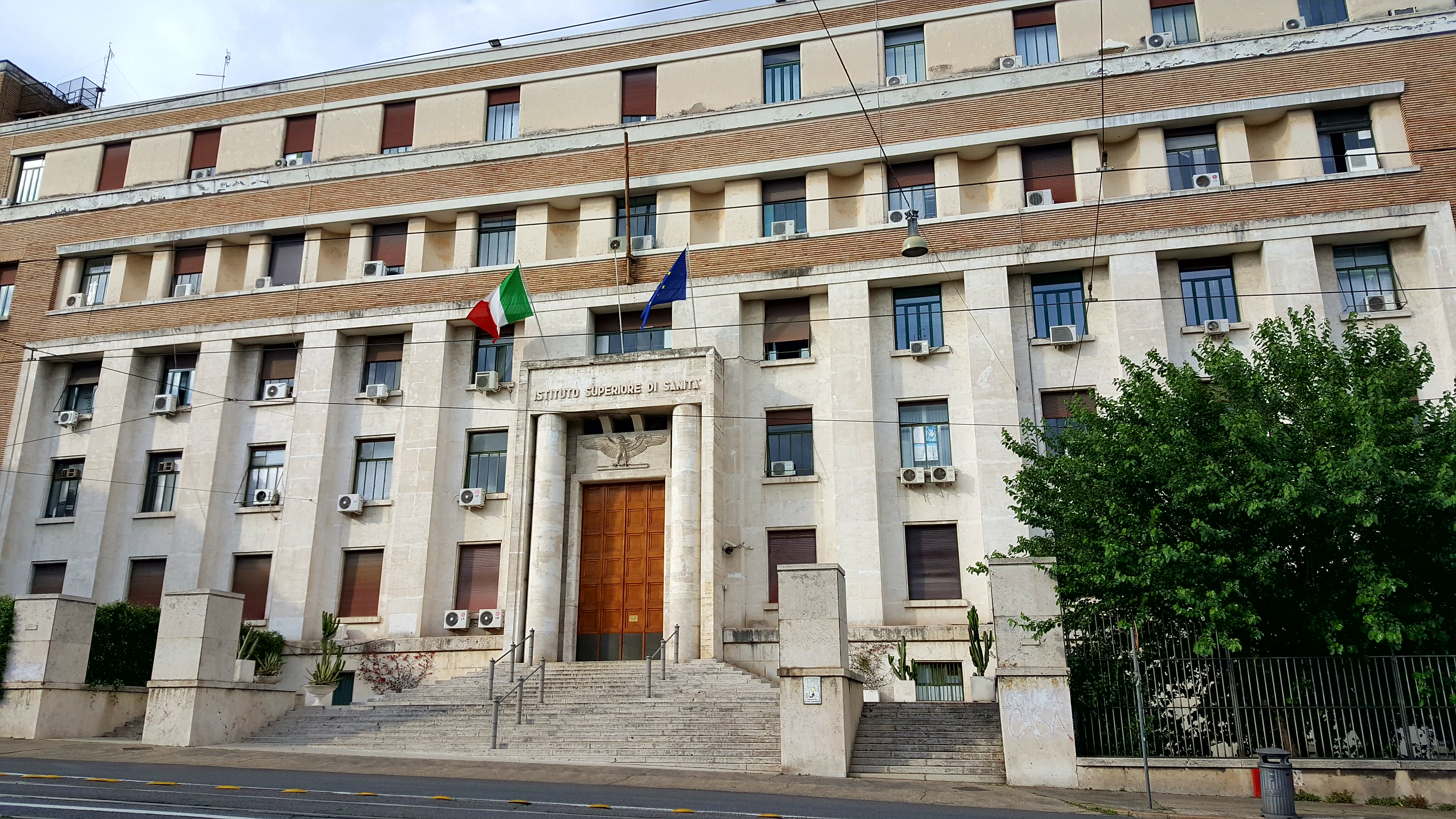
Istituto Superiore di Sanità, Roma.

Nel 1946 tradusse "What is Life?" (Che cos'è la vita?) di Erwin Schrödinger, opera fondamentale per i nuovi orientamenti della biologia e biofisica contemporanea.
A causa del suo stato d'invalidità egli fu costretto a rinunciare alla cattedra di Fisica Superiore, vinta nel 1949 a Cagliari.
Dovendo rimanere a Roma per necessità terapeutiche accettò, sempre nel 1949, un posto di assistente sotto la direzione di Giulio Trabacchi al dipartimento di Fisica dell'Istituto Superiore di Sanità, che disponeva di uno dei pochi microscopi elettronici allora presenti in Italia. Mario Ageno vi lavorò per vent'anni, ottenendo nel 1959 la nomina a direttore del dipartimento di Fisica.
Dedicò la maggior parte delle sue energie e del suo tempo alla ristrutturazione dei Laboratori di Fisica dell'Istituto, dotandoli di mezzi e personale all'epoca notevoli. Creò nei Laboratori Reparti e Servizi, stimolando lo sviluppo di gruppi di ricerca su svariate tematiche, dalla fisica delle particelle a quella dei nuclei, dalla struttura della materia alla biofisica. Con la collaborazione di Franco Graziosi indirizzò le attività del dipartimento alla biofisica ed alla biologia molecolare, diventando il fondatore della biofisica in Italia.
Tra le pubblicazioni di Ageno in questo periodo si possono ricordare gli Elementi di fisica (1948), più volte ristampati; Le radiazioni e i loro effetti (1962); La costruzione operativa della fisica (1970), il cui titolo allude alla scuola filosofica dell’operativismo.

### Insegnamento e ricerca a Pavia e a Roma
Ageno insegnò presso l'Università di Pavia grazie alla collaborazione con Adriano Buzzati-Traverso e presso l'Università degli Studi di Roma "La Sapienza". Qui ottenne, dal 1973 al 1985, la prima cattedra di Biofisica in Italia. Molto apprezzato sia per le sue doti di docente sia per la versatilità nel campo scientifico, divenne membro del consiglio scientifico del Laboratorio Internazionale di Genetica e Biofisica.
Ageno condusse le sue ricerche concentrandosi sui modelli fisici e matematici, finalizzati alla crescita batterica e allo studio dei rapporti tra la fisica e la biologia.
Appartengono a questo periodo le seguenti opere: L’origine della vita sulla terra: un problema esemplare della ricerca scientifica (1971); Punti di contatto tra fisica e biologia (1974); Introduzione alla biofisica (1975); La comparsa della vita sulla terra e altrove (1978); Evoluzione biologica: i fatti e le idee (1978); i tre volumi delle Lezioni di biofisica (1980) (vol. 1: Le idee fondamentali della biologia; vol. 2: Tempi e ambienti della comparsa della vita sulla Terra; vol. 3: La formazione dei sistemi viventi dalla materia disorganizzata).

### Gli ultimi anni
Ageno andò in pensione nel 1985, continuando tuttavia l'attività di ricerca nel suo laboratorio.
A questi anni risale la pubblicazione delle seguenti opere: La biofisica (1987); Dal non vivente al vivente: nuove ipotesi sull’origine della vita (1991); La “macchina” batterica (1992); Metodi e problemi della biofisica (1992); Le origini della irreversibilità (1992).
Morì a Roma la mattina del 23 dicembre 1992, in un ospedale dove era stato ricoverato per infarto miocardico a seguito di un malore accusato mentre si trovava in laboratorio. È sepolto nel cimitero Flaminio a Roma.

## Biofisica e filosofia della scienza
Mario Ageno viene considerato un "filosofo della scienza". I suoi contributi spaziano dall’ambito scientifico, nel quale ha condotto ricerche sulle proprietà dei batteri e sull’origine della vita; all’ambito metodologico, ove si è adoperato per chiarire la natura e il ruolo della biofisica; e all’ambito didattico, in cui si è distinto per aver contribuito in maniera determinante a fondare la scuola italiana di biofisica. 
Nei suoi studi metodologici Ageno ha dovuto affrontare problemi tipici della filosofia della scienza concernenti: la struttura logica delle teorie scientifiche, il ruolo della verifica sperimentale, la descrizione matematica della realtà e la diversità tra biologia e fisica.

### Verifica sperimentale e validità delle teorie scientifiche
Nell'opera La biofisica dedicata agli aspetti metodologici della biofisica, Ageno ha scritto:
costituiscono una rete, le cui maglie diventano sempre più fitte e resistenti, man mano che la scienza si sviluppa.»
Tuttavia Ageno, fiducioso nel progresso scientifico, non si dimostrò mai pretenzioso di raggiungere la validità universale dei modelli scientifici. Egli attribuì infatti alla verifica sperimentale un nuovo ruolo. Si oppose sia al neopositivismo, secondo cui l’obiettivo della verifica sperimentale è la conferma della teoria, sia al falsificazionismo, per il quale l’obiettivo della verifica sperimentale è la falsificazione della teoria. Ageno affermò che il compito della verifica sperimentale è stabilire e delineare i limiti del campo di validità di una teoria.

### L'utilizzo dei modelli matematici
Ageno condusse un’attenta analisi del modo in cui lo scienziato usa la matematica per descrivere la realtà. Nelle teorie scientifiche – scrive Ageno – si incontrano tre diversi tipi di «sistemi»:
Compito dello scienziato, osserva Ageno, è quello di verificare che la sostituzione del sistema ideale con quello schematizzato non introduca alterazioni significative nell’ambito del problema che si vuole risolvere. Questo aspetto è spesso trascurato e ciò porta ad una:
Questa scarsa rispondenza tra la realtà e la sua descrizione matematica può essere illustrata con alcuni esempi come le funzioni matematiche usate per rappresentare le grandezze fisiche. I modelli matematici, osserva Ageno, possono talvolta dar luogo a delle astrazioni che non trovano alcuna applicabilità nell'ambito fisico-operativo. Un altro esempio della discrepanza tra la matematica e la realtà fisica è rintracciabile, secondo Ageno, nella sostituzione delle frequenze effettivamente osservate nel sistema studiato con le equivalenti probabilità. In questo caso, lo scienziato sostituisce implicitamente un singolo sistema fisico con una famiglia astratta, potenzialmente infinita, di sistemi fisici analoghi. Se lo scienziato non tiene costantemente presente questa sostituzione, rischia di incorrere in una situazione di grande confusione, ad esempio attribuendo una probabilità a eventi singoli.

### La biofisica
Secondo il punto di vista adottato da Ageno, la biofisica è una disciplina che fa parte della fisica e che occupa una posizione intermedia tra la biologia e le altre discipline fisiche. La biofisica – afferma Ageno – si è sviluppata intorno a due interrogativi: la possibilità di descrivere un organismo vivente mediante la sua approssimazione ad un modello fisico; la necessità di comprendere in che modo e in quali condizioni può svilupparsi la vita in un ambiente inizialmente sterile. Ageno si è opposto a due diffuse interpretazioni della biofisica, da lui chiamate l’interpretazione tecnico-strumentale e l’interpretazione a indirizzo strutturale. In base alla corretta interpretazione – sostiene Ageno – la biofisica è quella parte della fisica che studia la «fisica dei sistemi viventi». Durante la sua collaborazione con la redazione dell’Enciclopedia delle scienze fisiche edita da Treccani, formulò la seguente definizione:

## Iniziative e riconoscimenti
Mario Ageno fu sempre un sostenitore dell'importante ruolo svolto dalla SIF (Società Italiana di Fisica) e stimolava i suoi più giovani collaboratori a frequentare i Congressi portandovi i contributi delle loro ricerche; della SIF fu vicepresidente, sotto la presidenza Polvani; fu invitato a tenere la Relazione Generale «Tra fisica e biologia» al LXXIII Congresso Nazionale di Napoli nel 1987 e ricevette il Premio per la Didattica al LXXVII Congresso Nazionale dell'Aquila nel 1991.
È autore di circa trecento lavori scientifici pubblicati e di numerosi libri divulgativi e per l'importanza delle sue ricerche venne nominato Socio dell'Accademia dei Lincei nel 1989 e gli fu conferita la laurea "honoris causa " in Biologia all'Università dell'Aquila nel 1990.
Nell'ambito della Settimana Internazionale della Biofisica organizzata annualmente dall'americana Biophysical Society, la Società Italiana di Biofisica Pura e Applicata (SIBPA) ha organizzato nel 2022 un webinar intitolato "Rapporti tra Fisica e Biologia: la figura di Mario Ageno" tenuto dalla prof.ssa Clara Frontali, sua allieva e collaboratrice presso l'ISS.

## Opere principali
- Le origini della irreversibilità, Bollati Boringhieri, Torino, 1992.
- La macchina batterica, Lombardo Editore, Roma, 1992.
- Metodi e problemi della biofisica, Theoria, Roma, 1992.
- Punti cardinali: dal mondo della fisica al mondo della vita,  Sperling & Kupfer, Milano, 1992.
- Dal non vivente al vivente: nuova ipotesi sull'origine della vita, Theoria, Roma, 1991.
- Le radici della biologia, Feltrinelli, Milano, 1986.
- Lezioni di Biofisica, 3 voll., Zanichelli, Bologna, 1980.
- Programmi di biofisica, Bollati Boringhieri, Torino, 1979.
- La comparsa della vita sulla terra e altrove, Loescher, Torino, 1978.
- Elementi di fisica, Bollati Boringhieri, Torino, 1976
- La costruzione operativa della fisica, Boringhieri, Torino, 1970.
- Introduzione alla Biofisica, Ediz. Scientifiche e Tecniche Mondadori, Milano, 1975.
- Punti di contatto tra fisica e biologia, Corso di lezioni tenute presso il “Centro linceo interdisciplinare di scienze matematiche, fisiche e naturali” (maggio 1972), Accademia Naz. dei Lincei, Roma, 1972.
- Le origini della vita sulla terra, Zanichelli, Bologna, 1971.
- Linee di ricerca in fisica biologica, Accademia Naz. dei Lincei, Roma, 1967.
- Le radiazioni e i loro effetti, Bollati Boringhieri, Torino, 1962.
- Schrödinger Erwin Che cos'è la vita? La cellula vivente dal punto di vista fisico, 5ª edizione, Adelphi, Milano, 1995 - Traduzione della prima edizione a cura di Mario Ageno, opera postuma - ISBN 9788845911248

## Alcune pubblicazioni
- Mario Ageno, Orientamenti per una teoria della divisione cellulare - A new proposal concerning the timing of cellular division, in Rendiconti Lincei, vol. 1, n. 1, 1990,  pp. 73-79, DOI:10.1007/BF03001751.

- M. Ageno, A. Battistini, E. Liberati e A. M. F. Valli, Verifiche sperimentali della teoria della crescita batterica. I - Experimental tests of the theory of growth of a bacterial culture. I, in Rendiconti Lincei, vol. 1, n. 1, 1990,  pp. 55-62, DOI:10.1007/BF03001749.

- M. Ageno, M. Claro, A. de Blasio, Verifiche sperimentali della teoria della crescita batterica. II - Experimental tests of the theory of growth of a bacterial culture. II, in Rendiconti Lincei, vol. 1, n. 1, 1990,  pp. 63-71, DOI:10.1007/BF03001750.

- M. Ageno, S. Agudio e M. Benevolo, II passaggio di una coltura batterica dalla crescita aerobica a quella anaerobica I - The transition of a bacterial culture from aerobic to anaerobic growth conditions. I, in Rendiconti Lincei, vol. 1, n. 1, 1990,  pp. 81-89, DOI:10.1007/BF03001752.

- M. Ageno, S. Agudio, M. Benevolo and A. M. F. Valli, Il passaggio di una coltura batterica dalla crescita aerobica a quella anaerobica I - The transition of a bacterial culture from aerobic to anaerobic growth conditions. II, in Rendiconti Lincei, vol. 1, n. 2, 1990,  pp. 219-227, DOI:10.1007/BF03001898.
- M. Ageno, Methods and problems in biophysics. Riv. Nuovo Cim. 14, 1–71 (1991). https://doi.org/10.1007/BF02810146